# Eleições parlamentares iugoslavas de 1945
As eleições parlamentares foram realizadas na Iugoslávia Federal Democrática em 11 de novembro de 1945.  Devido a um boicote da oposição, a Frente Popular no poder, dominada pelo Partido Comunista da Iugoslávia, foi a única organização a participar nas eleições.  A Frente reivindicou oficialmente 90,48% dos votos, com uma participação de 88,57%. 

## Sistema eleitoral

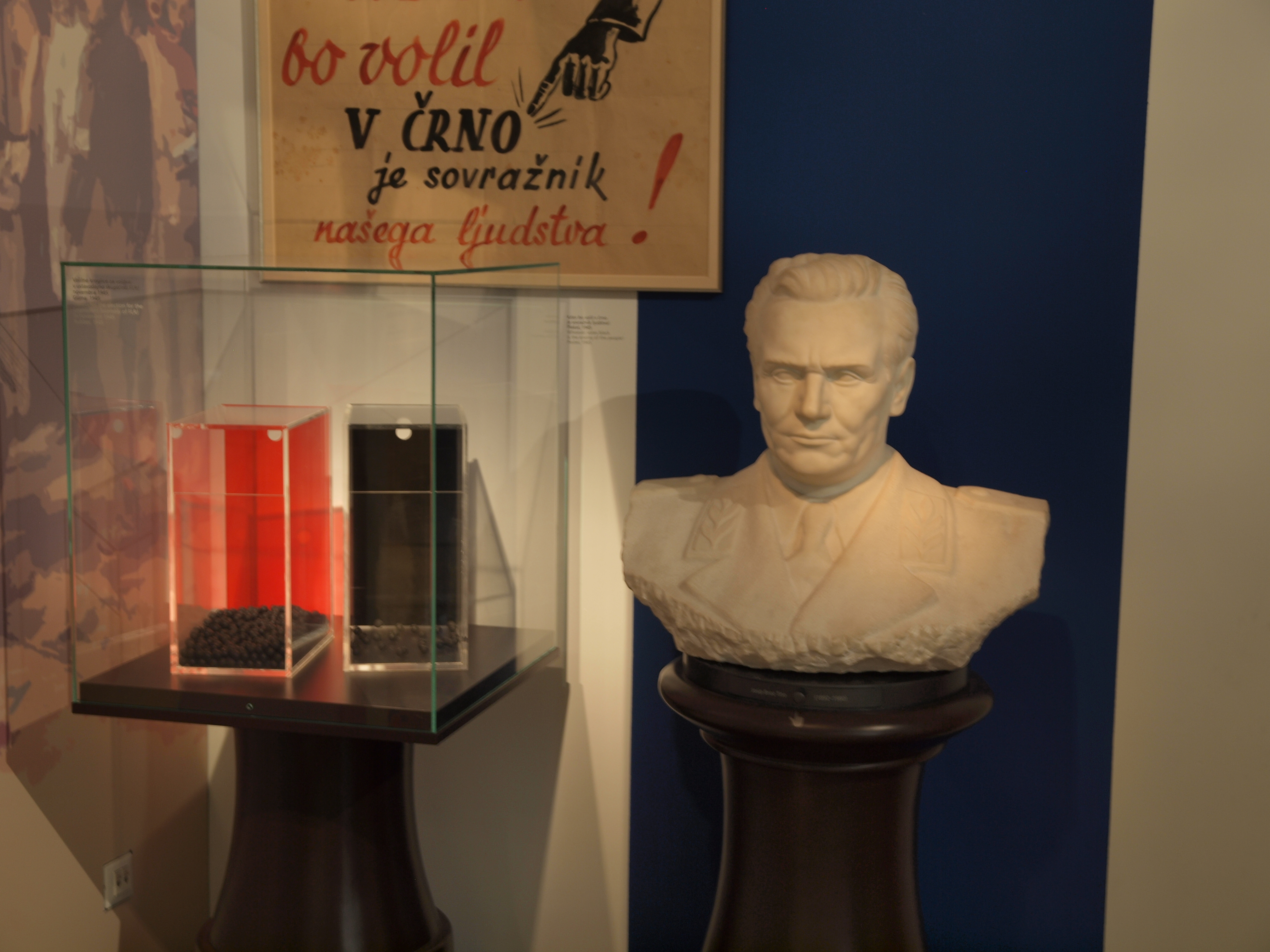
Uma exposição de museu das urnas eleitorais em Liubliana, Eslovênia, ao lado de um busto de Josip Broz Tito. O texto acima das urnas diz: "Quem vota em negro (nulo) é inimigo do nosso povo!"

As eleições foram realizadas segundo um sistema aprovado pelo Parlamento Provisório Iugoslavo.  Josip Broz Tito afirmou que seria a “[eleição] mais democrática que a Iugoslávia já teve” e prometeu que a oposição seria autorizada a participar nas eleições.  Todos os homens e mulheres com mais de 18 anos tiveram o direito de votar,  embora aos “traidores” fosse negado o direito de votar.  O governo afirmou que este número abrangia cerca de 3% dos eleitores, embora a oposição tenha estimado um valor muito mais elevado.  Mais de sete milhões de pessoas foram registradas. 
A lei eleitoral previa uma Assembleia Constitucional bicameral com uma Assembleia Nacional com 354 assentos e uma Assembleia das Nações com 175 assentos.  A Assembleia Nacional tinha um assento para cada 40.000 eleitores.  A votação era realizada com bolas de borracha, que os eleitores depositavam em uma urna marcada com o rótulo do partido em que pretendiam votar. Os eleitores tinham de colocar as mãos em ambas as urnas para manter o segredo do partido em que tinham votado.  
Apesar do boicote da oposição, as urnas da oposição foram colocadas nas assembleias de voto ao lado das da Frente Popular, na sequência de uma alteração à lei eleitoral.  

## Campanha
A Frente Popular era formada pelos principais partidos do país antes da guerra e tinha como lema "Confirme nossa vitória!" (em servo-croata: Potvrdite našu pobjedu!).  
Apesar de reivindicar apoio significativo na Croácia e na Sérvia, a oposição pró-monarquia recusou-se a disputar as eleições, alegando ter enfrentado intimidação.  Um jornal da oposição, o Demokratija, foi encerrado uma semana antes das eleições, com o governo a alegar que estava a tentar prejudicar o moral do Exército Iugoslavo e a encorajar a intervenção estrangeira.  

## Resultados

### Assembleia Nacional
| Partido                            | Votos | %     | Assentos |
| ---------------------------------- | ----- | ----- | -------- |
| Frente Popular                     |       | 90.48 | 354      |
| Oposição                           |       | 9.52  | 0        |
| Total                              |       |       | 354      |
|                                    |       |       |          |
| Eleitores registrados/participação |       | 88.57 |          |
| Fonte: Banac                       |       |       |          |

## Consequências
Dezoito dias após as eleições, a legislatura recém-eleita aboliu formalmente a monarquia e declarou a República Popular Federal da Iugoslávia. Isso marcou o início do regime comunista no país. Nas quatro décadas seguintes, os eleitores só podiam escolher entre os candidatos apresentados pela Frente Popular (mais tarde renomeada como Aliança Socialista dos Trabalhadores da Iugoslávia). 